# 硅氧烷
硅氧烷（siloxane）是以硅-氧-硅键为骨架的一类化合物。这类的H(OSiH2)nOH母体（链硅氧烷），或者是环状的(OSiH2)n的衍生物（环硅氧烷）。含有单个硅原子的官能团R3Si-O-则称烷氧硅基（siloxy）。

## 结构
四配位的硅原子取四面体结构，Si–O键键长为1.64 Å（相比Si–C键长短得多，后者为1.92 Å）。Si–O–Si键键角为142.5°。作为比较，醚类中的碳氧键键长为1.414(2) Å，C–O–C键角为111°。由于键长更长，键角更大，硅氧烷骨架中Si–O键旋转的位阻要比醚类小。这种特性导致硅氧烷玻璃化转变温度低等性质。

## 合成
硅氧烷主要通过硅烷醇的脱水缩合制备：
2 R3Si–OH  →   R3Si–O–SiR3  +  H2O
而硅烷醇通常是氯硅烷原位水解得到的。双分子硅烷醇脱水得到含两个硅的R2Si(OH)2，进一步脱水，能得到长链产物：
n R2Si(OH)2  →   H(R2SiO)nOH +  n−1 H2O
或环状产物：
n R2Si(OH)2  →   (R2SiO)n +  n H2O
三硅烷醇的脱水缩合可得到笼形结构的硅氧烷，通式为(RSi)nO3n/2。立方体的n = 8（类似于立方烷）；六方柱的n = 12。

## 反应
有机硅氧烷完全氧化得二氧化硅。例如六甲基环三硅氧烷的燃烧反应：
((CH3)2SiO)3  +  12 O2   →    3 SiO2  +  6 CO2  +  9 H2O
强碱作用下硅氧键断裂水解，得到硅烷醇的共轭碱：
((CH3)3Si)2O  +  2 NaOH   →    2 (CH3)3SiONa   +  H2O
此反应也被用于制造硅烷醇。以及将环状硅氧烷转化为链状。

## 命名

十甲基环五硅氧烷，或记作D_{5}

硅氧烷有一套缩写符号，基于组成分子的不同基团：
M-基团：(CH3)3SiO0.5,
D-基团：(CH3)2SiO,
T-基团：(CH3)SiO1.5。
| 环硅氧烷 (甲基环硅氧烷) | CAS      | 链硅氧烷                   | CAS      |
| ----------------------- | -------- | -------------------------- | -------- |
|                         |          | L2, MM：六甲基二硅氧烷     | 107-46-0 |
| D3：六甲基环三硅氧烷    | 541-05-9 | L3, MDM：八甲基三硅氧烷    | 107-51-7 |
| D4：八甲基环四硅氧烷    | 556-67-2 | L4, MD2M：十甲基四硅氧烷   | 141-62-8 |
| D5：十甲基环五硅氧烷    | 541-02-6 | L5, MD3M：十二甲基五硅氧烷 | 141-63-9 |
| D6：十二甲基环六硅氧烷  | 540-97-6 | L6, MD4M：十四甲基六硅氧烷 | 107-52-8 |

## 应用
链状硅氧烷具有高粘度和不挥发的性质，低化学活性，并且绝缘。用于填缝剂、润滑剂等。
甲基环硅氧烷为(-O-Si(CH3)2-)单元构成的环状化合物，具有低粘度和高挥发性，用于清洁剂， 以及化妆品的使用。环硅氧烷的生物降解产生硅烷醇。

## 安全性
硅氧烷被广泛用于医疗和化妆品，因此有诸多实验验证其安全性。实验显示LD50>50 g/kg，近似认为无毒。然而硅氧烷可能对水生动物具有毒性。有报告称甲基环硅氧烷L4和L5会在水生动物体内累积。然而，不同的实验室研究得到项目矛盾的结果，其环境安全性仍不甚明确。
在欧盟，D4和D5被认定具有毒性而受到REACH法案管制。加拿大将D4纳入治污的规范。而加拿大的一项2011年的报告则称“未发现环硅氧烷D5对环境的危害”。